# Geremia III di Costantinopoli
Geremia III (in greco Ιερεμίας Γ΄?; Patmo, ... – Monte Athos, 1734) è stato un arcivescovo ortodosso greco, patriarca ecumenico di Costantinopoli per due volte: dal 1716 al 1726 e dal 1732 al 1733, quando decise di lasciare la carica.

## Biografia
Geremia nacque tra il 1650 e il 1660 sull'isola greca di Patmo, dove fu anche ordinato diacono. Fu sacerdote sull'isola di Chalki (Heybeliada) e successivamente nella diocesi di Cesarea. Quando il suo metropolita Cipriano I divenne patriarca di Costantinopoli nel 1707, gli successe come metropolita di Cesarea.
Geremia fu eletto Patriarca per la prima volta il 23 marzo 1716. Il suo primo patriarcato fu particolarmente lungo se paragonato alla lunghezza degli altri regni durante il XVII e XVIII secolo. Geremia riuscì a rimanere sul trono anche dopo due tentativi di deposizione, originatisi per il suo sostegno al regno russo. Il primo tentativo avvenne il 1º gennaio 1718 quando il metropolita di Pruoza, Cirillo, fu eletto patriarca al suo posto, ma Geremia riottenne il trono il 17 gennaio; il secondo tentativo avvenne nel 1720, quando fu arrestato e il suo rivale, il precedente patriarca Cirillo IV, ottenne il trono per 12 giorni dal 10 al 22 gennaio, giorno in cui Geremia fu restaurato.
Geremia fu infine deposto il 19 novembre 1726 dopo gli scontri con il sovrano della Moldavia Grigore II Ghica causati dal rifiuto del patriarca di concedere il divorzio al fratello di Ghica. Geremia fu esiliato sul Monte Sinai.
Nel 1732 Geremia tornò dall'esilio e il 15 settembre 1732 fu nominato patriarca per la seconda volta, ma dopo pochi mesi, nel marzo 1733, dovette lasciare il trono perché soffriva di emiplegia e si ritirò nel Monastero della Grande Lavra sul Monte Athos, dove morì nel 1735.

## Patriarcato
Alla domanda dello zar Pietro I di Russia sulla validità dei battesimi celebrati dai protestanti, il 31 agosto 1718 Geremia confermò che, come affermava il suo predecessore Cipriano I sul battesimo cattolico, non è necessario ribattezzare i protestanti che decidono di unirsi alle Chiese ortodosse, essendo sufficiente la cresima.
Nel 1720 ottenne il permesso dal sultano di ricostruire una nuova, più grande e luminosa cattedrale patriarcale ortodossa di San Giorgio, distrutta da un incendio alcuni anni prima, presso la sede del Patriarcato di Fener, quartiere di Costantinopoli. Ristrutturò anche il Monastero della Trasfigurazione sulle Isole dei Principi, che fu arricchito con una raccolta di preziose immagini donate dallo zar Pietro.
Nel dicembre 1723 Geremia approvò la soppressione, fatta nel 1721 da Pietro I di Russia, del Patriarcato di Mosca e la sua sostituzione con il Santissimo Sinodo.
Dopo che i melchiti di Damasco scelsero il pro-occidentale Cirillo VI Tanas come nuovo patriarca di Antiochia, Geremia dichiarò invalida l'elezione di Cirillo, lo scomunicò e nominò il giovane monaco Silvestro patriarca di Antiochia. Geremia consacrò Silvestro come vescovo a Costantinopoli l'8 ottobre 1724. Questi eventi causarono uno scisma nella chiesa melchita originando la chiesa cattolica greca-melchita e la chiesa greco-ortodossa di Antiochia.
Geremia impose l'austerità per le spese del patriarcato, riuscendo così a ridurre il debito e migliorare la sua situazione finanziaria.